# 慕琛
慕琛（？—？），字嘉玉，號見曉，甘肅平涼府靜寧州人，清朝政治人物。

## 生平
康熙二十年（1681年）辛酉科順天鄉試舉人，二十一年（1682年）壬戌科二甲第二十五名進士。授行人司行人，升禮科給事中，起復工科給事中。

## 家族
曾祖慕容三讓，靈寶縣知縣；祖父慕忠；父慕天顏，順治十二年（1655年）乙未科進士。弟慕國珣，康熙三十八年（1699年）己卯科舉人。子慕震生，康熙五十三年（1716年）甲午科舉人。